# Anselmo Marzato
Anselmo Marzato (1543 Monopoli – 17. srpna 1607 Frascati) byl italský teolog, kardinál, kapucín a talentovaný kazatel.

## Život a kariéra
Narodil se va šlechtické rodině původem ze Sorrenta. Jeho otec, Andrea, byl starostou města Monopoli. Odmítl sňatek sjednaný rodinou a 16. listopadu 1557 vstoupil jako novic do řádu kapucínů. Přijal jméno Anselmo da Sorrento nebo da Monopoli. Teologická studia ukončil roku 1572.
Roku 1595 byl jmenován Predicatore apostolico (1595) papežem Klementem VIII. Papež jej také vyslal na diplomatickou misi do Francie. 9. června 1604 byl zvolen kardinálem (titulus San Pietro in Montorio). Byl prvním kardinálem z řádu kapucínů. Účastnil se konkláve roku 1605, kde byl zvolen Pavel V. Ten jej roku 1607 jmenoval arcibiskupem v Chieti. Nedlouho poté Marzato zemřel.